# Associació Protectora de l'Ensenyança Valenciana
La Associació Protectora de l'Ensenyança Valenciana (APEV, Asociación Protectora de la Enseñanza Valenciana) fue una entidad creada en Valencia en 1934 a partir de una propuesta de Carles Salvador hecha en 1921 y con una finalidad parecida a la de la Asociación Protectora de la Enseñanza Catalana.

## Historia
El proyecto surgió en el II Encuentro de la Asamblea de la Lliga de Solitaris Nacionalistes el 31 de julio de 1921, donde Carles Salvador expuso su idea de crear una asociación para pedir la enseñanza del valenciano en las escuelas del mismo modo que hacía en Cataluña la Asociación Protectora de la Enseñanza Catalana, la creación de una editorial para hacer libros y formar a los maestros. Recibió el apoyo de la Liga de Solitarios Nacionalistas y del IEC, abrió una oficina en Benassal, localidad en la que Carles Salvador era maestro, y publicó un folleto de 17 páginas. La proclamación de la Dictadura de Primo de Rivera provocó la suspensión del proyecto. 
El 7 de febrero de 1934 se constituyó nuevamente con Antoni Tarín y Sales (presidente), Carles Salvador, Enric Orts y Ausina, Robert Moròder y Molina, Enric Valor y Vives, Lambert Castelló, Gaietà Huguet, Emili Beüt y Belenguer, Pasqual Asins y Lerma, Ismael Rosselló y Enric Soler i Godes, con apoyo del Centre d'Actuació Valencianista (CAV). Convocaron un cursillo de valenciano por correspondencia y otro de morfología, adoptando como propias las Normas de Castelló, y se propusieron crear una red de bibliotecas y publicar un boletín. Durando los años siguientes organizó una Asociación para Maestros y concursos, conferencias y una Escuela en valeciano, a la que asistieron 139 alumnos. 
Tras el triunfo del Frente Popular en las elecciones generales de febrero de 1936 desarrolló una intensa actividad organizando cursos sobre Lengua, Historia y Geografía del País Valenciano, contando con el patrocinio del Ayuntamiento de Valencia. Durante la guerra civil decayó su actividad y el 1938 se disolvió. 